# Viktor Byrtus
Viktor Byrtus (* 17. Februar 2001 in Třinec) ist ein tschechischer Squashspieler.

## Karriere
Viktor Byrtus war bei den Junioren sehr erfolgreich. Er gewann zahlreiche internationale Juniorenturniere und sicherte sich im April 2019 mit einem Finalsieg gegen Yannick Wilhelmi den Gewinn der Europameisterschaft der U19-Junioren. Bereits 2017 debütierte Byrtus für die tschechische Nationalmannschaft und vertrat Tschechien bei der Europameisterschaft der Erwachsenen, wo er in der ersten Runde ausschied. 2022 und 2023 erreichte er jeweils das Achtelfinale. Mit der Nationalmannschaft nahm er erstmals 2018 an den Mannschaftseuropameisterschaften teil. Seitdem war er mehrere weitere Male Teil des tschechischen Aufgebots bei Europameisterschaften. Außerdem gehörte er zum tschechischen Kader bei den Weltmeisterschaften 2023 und 2024. 2025 wurde er tschechischer Meister.
Byrtus spielte 2017 erstmals und seit 2019 regelmäßig auf der PSA Squash Tour und gewann auf dieser bislang einen Titel. Dieses gewann er in der Saison 2022/23 im April 2023 in Edmonton. Seine höchste Platzierung in der Weltrangliste erreichte er mit Rang 78 am 22. April 2024.

## Erfolge
- Gewonnene PSA-Titel: 1
- Tschechischer Meister: 2025